# 桐島ゆか
桐島 ゆか（きりしま ゆか、12月16日 - ）は、日本の女性声優。新潟県新潟市出身。新潟江南高校卒業。ネクシード預かり。AIR AGENCY声優養成所卒業。

## 略歴
AIR AGENCY声優養成所卒業。2013年よりAIR AGENCYに所属。2016年12月15日にてAIR AGENCYを退所、翌日12月16日よりフリーで活動することをツイッターにて告知した。2019年6月1日よりEARLY WINGに準所属したことをツイッターで発表していたが、同年末に退所し、再びフリーで活動することをツイッターで発表した。2025年4月1日、ネクシードの預かり所属になったことをXで発表した。

## 出演
※太字はメインキャラクター。

### テレビアニメ
2013年
- 革命機ヴァルヴレイヴ
- 進撃の巨人 (エルド恋人)

### ゲーム
2013年
- 蒼穹のスカイガレオン（2013年 - 2020年、ドゥルガー、ヴィカラーラ、ガンガー、ジャンヌ・ダルク、アールマティ、ウンディーネ、アリアンロッド、アリアンフロッド、ドゥルガー、ヴィカラーラ、ゾリャー、ザリャア、モーラ、オオトノベ、アメノサグメ、デメテル、セレス、エリニュエス、セレーネ、マンスラ、クナンサティー、ネクベト）

2015年
- 里見八犬伝〜村雨丸之記〜（妙椿）

2019年
- 夢現Re:Master（八尾）
- おしゃべり！ホリジョ！撃掘（ウメルダ）

2020年
- バレットブレイク（エステラ、マオ）

2021年
- おしゃべり！ホリジョ！ホリスラッシュ（いなり）
- メギド72（2021年 - 2023年、ブリフォー、バイフー）

2025年
- 原神（女性の厳しい声、薬局前にいる人）

### ドラマCD
- 恐怖怪談 オウマガトキ 其之伍 語り手 藤原啓治（2013年、看護婦A、女子高校生）
- 新庄くんと笹原くん（2013年、女子生徒）
- ところで今は何番目でしょうか。（2019年、由香[9]）

### 吹き替え

#### 担当俳優
ルナ・シュヴァイガー
- ガーディアン（ニナ）
- ニック/NICK 狼の掟（レニー）
- ニック/NICK リベンジ（レニー）

#### 映画
- アイ・スピット・オン・ユア・グレイヴ アナザー（英語版）
- ウトヤ島、7月22日（オーダ〈ジェニ・スヴェネヴィク〉 他）
- ダーティ・ガイズ パリ風俗街潜入捜査線（フランス語版）（リンダ〈ジョセフィーヌ・ドゥ・ラ・ボーム（フランス語版）〉 他）
- 小さい魔女とワルプルギスの夜（ドイツ語版）
- 霊幻道士X 最強妖怪キョンシー現る（スースー〈尤梦涵〉）

#### アニメ
- 星つなぎのエリオ[10]

### ボイスオーバー
- 未来世紀ジパング〜沸騰現場の経済学〜
- スパニチ！！ WADAIの王国

### イベント
2015年
- 最強ガレオニスト決定戦！スカイトーナメント2015 HMVカップ（声優ゲスト） [11]

### 舞台
- カスタムプロジェクト マキビシステム
  - 「陰謀の摩天楼にて」[12]

### インターネット番組
- シシララTV（アシスタントMC、2018年 - ）[13]
  - 【声優プログラマー】桐島ゆかが『プチコンBIG』でゲーム制作！(全20回 : 2018年）
  - 桐島ゆかの『世紀末デイズ』実況！超ハードのコンプリートを目指して！ ( : 2018年 - )

### CM
- 薔薇と椿 〜お豪華絢爛版〜（2024年、街頭CM）[14]